# Friedrich Siemers
Friedrich Siemers (* 30. April 1922 in Leer; † 29. Januar 1988 in West-Berlin) war ein deutscher Schauspieler und Hörspielsprecher.

## Leben
Siemers besuchte Gymnasien in Leer und Hannover und ließ sich von 1939 bis 1941 an der Westfälischen Schauspielschule Bochum künstlerisch ausbilden. 1941 wurde er vom Schauspielhaus Bochum übernommen, unmittelbar darauf aber zur Wehrmacht eingezogen. Nach Kriegsende begann Siemers noch 1945 seine Theaterlaufbahn mit dem Phaon in Franz Grillparzers Sappho unter der Intendanz Saladin Schmitts. 1947 wechselte er an das Staatstheater Wiesbaden unter der Leitung von Karl-Heinz Stroux. Von 1949 bis 1952 spielte Siemers unter Fritz Wisten am Ostberliner Theater am Schiffbauerdamm. 1952 verpflichtete ihn Boleslaw Barlog an das von ihm geleitete Schiller- und Schlossparktheater, dem er die kommenden Jahrzehnte verbunden bleiben sollte.
Siemers spielte zahlreiche Charakterrollen vor allem in klassischen Stücken, unter anderem den Leander in Grillparzers Des Meeres und der Liebe Wellen, den Erich Spitta in Gerhart Hauptmanns Die Ratten, den Pylades in Iphigenie auf Tauris, den Masham in Eugène Scribes Das Glas Wasser, den Beckmann in Wolfgang Borcherts Draußen vor der Tür, den Clavigo im gleichnamigen Goethe-Stück, den Mortimer in Friedrich Schillers Maria Stuart, den Hartmann in Carl Zuckmayers Des Teufels General, den Orsino in William Shakespeares Was ihr wollt und den Weisen in Das große Welttheater von Pedro Calderón de la Barca.
Seit seinem Filmdebüt an der Seite von Paul Wegener in Der große Mandarin, das er 1948 in seiner Wiesbadener Zeit unter der Regie von Stroux gab, stand Siemers – zunächst in recht unregelmäßigen Abständen – auch vor der Kamera. Im Laufe der frühen 1960er Jahre begann in seiner Karriere das Fernsehen an Bedeutung zu gewinnen. Siemers spielte häufig Honoratioren aller Arten: Ärzte, Anwälte und andere Akademiker. In Operation Walküre verkörperte er Generalfeldmarschall Erwin Rommel, in Wanderungen durch die Mark Brandenburg den Preußenkönig Friedrich der Große, eine seiner letzten Fernsehrollen.
Friedrich Siemers hat seit 1953 auch zahlreiche Hörspiele gesprochen und eine Reihe von Filmen synchronisiert. Er war mit der Tänzerin Marion Cito (1938–2023) verheiratet.

## Filmografie
- 1948: Der große Mandarin
- 1949: Begegnung mit Werther
- 1951: Die Meere rufen
- 1955: Kabale und Liebe
- 1959: Der Jugendrichter
- 1962: Jeder stirbt für sich allein
- 1963: Maria Magdalena
- 1964: Nebeneinander
- 1966: Das Gartenfest
- 1966: Weiß gibt auf
- 1967: Die Mission
- 1969: Demetrius
- 1970: Das Stundenhotel von St. Pauli
- 1970: Peenemünde
- 1970: Recht oder Unrecht – Prozeß Mariotti
- 1971: Operation Walküre
- 1971: Liebe ist nur ein Wort
- 1972: Die rote Kapelle
- 1972: Alexander Zwo
- 1973: Das sündige Bett
- 1973: Im Schillingshof (Fernsehfilm)
- 1974: Wecken Sie Madame nicht auf
- 1976: Ein Fall für Stein
- 1979: Kümmert euch nicht um Sokrates
- 1982: Einer von uns
- 1983: Tatort: Fluppys Masche
- 1984: Didi und die Rache der Enterbten
- 1985: Berliner Weiße mit Schuß
- 1986: Die Wicherts von nebenan
- 1986: Wanderungen durch die Mark Brandenburg
- 1988: Der Knick – Die Geschichte einer Wunderheilung

## Hörspiele
- 1951: Ilja Golowin und seine Wandlung – Regie und Sprecher: Franz Kutschera
- 1953: Die Gefangenen – Regie: Rudolf Noelte
- 1954: Der Weltraum rückt uns näher – Regie: Curt Goetz-Pflug
- 1954: Timon von Athen (nach William Shakespeare) – Regie: Ludwig Berger
- 1955: Wer wälzte den Stein – Regie: Curt Goetz-Pflug
- 1956: Denn ich habe ihm vergeben – Regie: Roland H. Wiegenstein
- 1956: Interview mit Stefan Zweig – Regie:  Friedhelm Ortmann
- 1956: Am grünen Strand der Spree (Fünfteiler, von und mit Hans Scholz) – Regie: Gert Westphal
- 1956: Dr. Jekyll und Herr Hyde (nach Robert Louis Stevenson) – Regie: Wilhelm Semmelroth
- 1956: Melusine – Regie: Ludwig Cremer
- 1957: Die Spesenrechnung – Regie: Fritz Schröder-Jahn
- 1957: Die Straßen von Pompeji – Regie: Ludwig Cremer
- 1957: Macbeth (nach William Shakespeare) – Regie: Ludwig Berger
- 1958: Jahrmarkt des Lebens (Fünfteiler, nach William Makepeace Thackeray) – Regie: Gert Westphal
- 1958: Um die neunte Stunde – Regie: Rudolf Noelte
- 1959: Die Bürger von Calais – Regie: Rudolf Noelte
- 1959: Antigone-Modell 1948 (nach Bertolt Brecht) – Regie: Fritz Schröder-Jahn
- 1960: Zeit der Schuldlosen (von Siegfried Lenz) – Regie: Fritz Schröder-Jahn
- 1961: Der Nächste ins Paradies – Regie: Fritz Schröder-Jahn
- 1961: Ehre seinem Andenken – Regie: Lothar Kompatzki
- 1961: Der letzte Ritter – Regie: Rolf von Goth
- 1962: Die Söhne Hiobs – Regie: Ludwig Cremer
- 1962: Antigone (nach Friedrich Hölderlin) – Regie: Ludwig Cremer
- 1962: Frankfurt an der Oder (von Hans Scholz) – Regie: Gert Westphal
- 1963: Berlin und die Ullsteins – Regie: Jörg Jannings
- 1964: Das Feuer Christi – Regie: Friedhelm Ortmann
- 1965: In den Staubkammern – Regie: Gert Westphal
- 1969: Der freundliche Herr Bengari – Regie: Ulrich Gerhardt
- 1974: Die fast makellose Sammlung – Regie: Friedhelm von Petersson
- 1974: Wartheländisches Tagebuch – Regie: Hans Bernd Müller
- 1974: Effi Briest (Dreiteiler, nach Theodor Fontane) – Regie: Rudolf Noelte
- 1978: Die totale Desintegration – Regie: Wolfgang Wölfer
- 1980: Die Schlinge – Regie: Dietrich Auerbach
- 1981: Ach! Lieber Freund! – Regie: Hans Bernd Müller
- 1982: Marienbader Briefe – Autor und Regie: Rolf Schneider
- 1986: Massenbach. Eine historische Revue – Regie: Jörg Jannings
- 1987: Der Sarkophag – Regie: Friedhelm Ortmann
- 1987: Pariser Ouvertüre – Regie: Friedhelm Ortmann